# Neptunkryssare
Neptunkryssare (schwedischer Neptunkreuzer) ist eine schwedische Segelbootsklasse und vor allem in Gävle und Uppsala verbreitet.

## Geschichte
1938 erhielt der Bootskonstrukteur Lage Eklund vom schwedischen Künstler Einar Palme den Auftrag, ein kleines Segelboot zu entwerfen. Dies sollte einfach zu segeln und von einer Person zu manövrieren sein. Weiterhin benötigte Einar Palme unter Deck Platz zur Aufbewahrung seiner Werkzeuge wie z. B. Leinwände, Staffeleien etc. Das Ergebnis war der Neptunkryssare.
Der Bootstyp setzte sich vor allem In der Region um Gävle und Uppsala durch. Bereits im Herbst 1940 wurden 8 Boote gebaut sowie einige Lizenzen für weitere Bauten verkauft.
Daraufhin entstand die Idee eine Neptunkryssare-Vereinigung zu gründen. Ziel der Vereinigung war es, während der Kriegsjahre die benötigten Baumaterialien wie Mahagoni und Segeltuch zu beschaffen. Weiterhin sollte der Bau weiterer Boote unterstützt und eine Einheitsklasse entwickelt werden.
Innerhalb kurzer Zeit wurde der Neptunkryssare zu einem beliebten Segelboot im Rennsport. Die erste Regatta fand bereits 1942 statt und wurde schnell zu einer inoffiziellen schwedischen Meisterschaft. Seit 1944 ist der Neptunkryssare offiziell eine schwedische Meisterschaftsklasse. Dies war ein weiterer wichtiger Schritt zu einer etablierten Klasse.
Bis in die 60er Jahre war Kiefernholz das dominierende Baumaterial. Es wurden ca. 190 Boote gebaut. Anschließend wurden ca. 20 Boote aus Mahagoni gebaut. Das letzte Holzboot wurde 1974 gebaut.
1975 wurde eine Form für glasfaserverstärkten Kunststoff (GFK) erstellt. Ziel war es, dass die Dimensionen und Massen der GFK-Boote identisch zu denen der Holzboote sind, so dass beide zu möglichst gleichen Bedingungen gegeneinander antreten können. Bis zum Jahr 2020 wurden über 50 Neptunkryssare aus GFK gebaut. Derzeit gibt es ca. 275 Neptunkryssare (Stand: Mai 2020).

## Design
Das 9 m lange nur 1,92 m breite Kielboot hat die für Schärenkreuzer typisch langen Überhänge. Dies sorgt für ein sehr schlankes Erscheinungsbild. Der Neptunkryssare ist eine Slup mit Dreivierteltakelung und gilt auf Grund der Abmessungen als untertakelt. Durch den hohen Ballastanteil von ca. 45% liegt das Boot sehr stabil im Wasser. Neptunkryssare sind handlich und stabil bei großer Höhe an der Kreuz zu segeln.

## Bilder

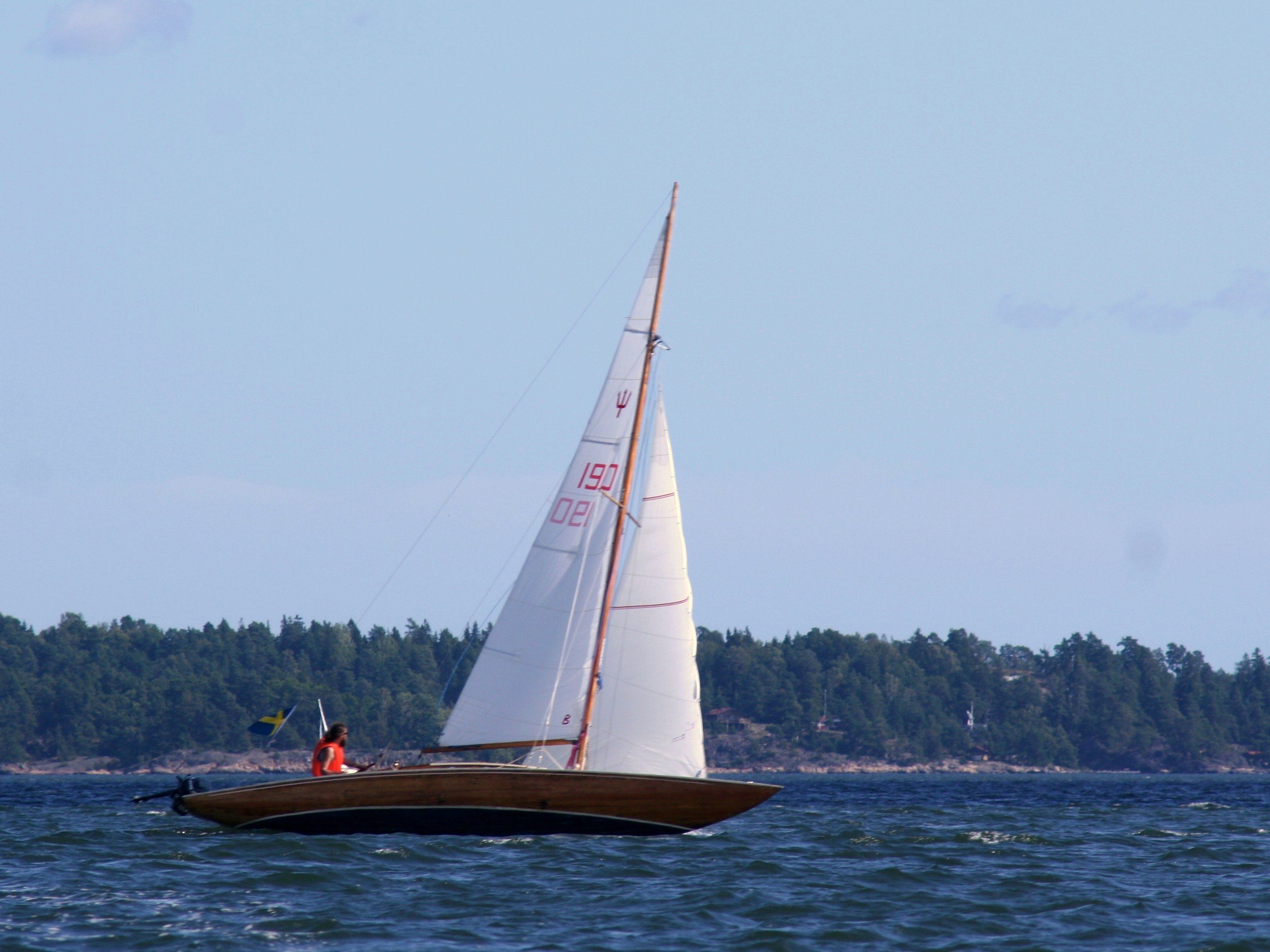
Ein Neptunkryssare in den Schären vor Stockholm.
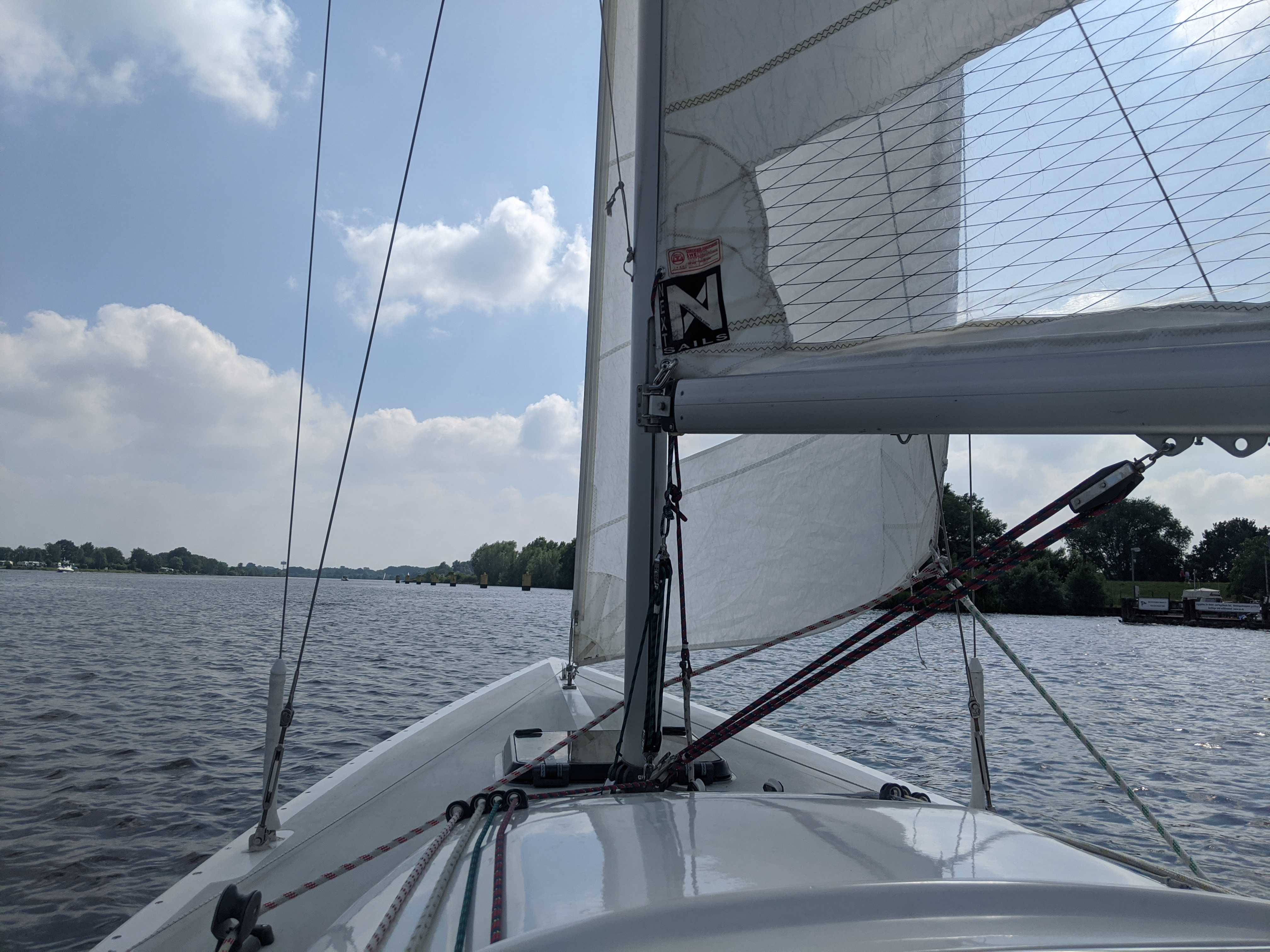
Blick aus dem Cockpit.
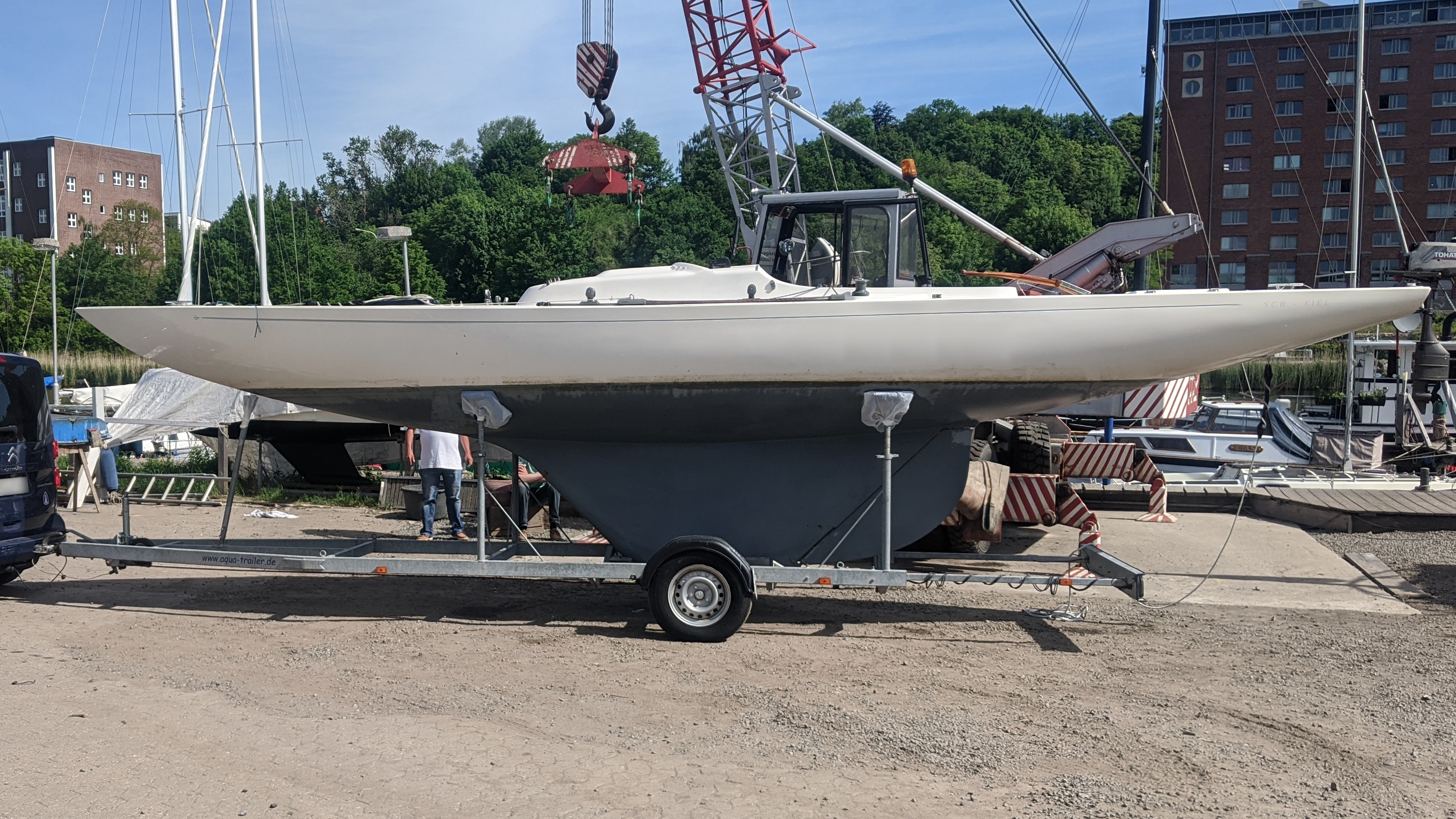
Ein Neptunkryssare auf einem Straßentrailer.
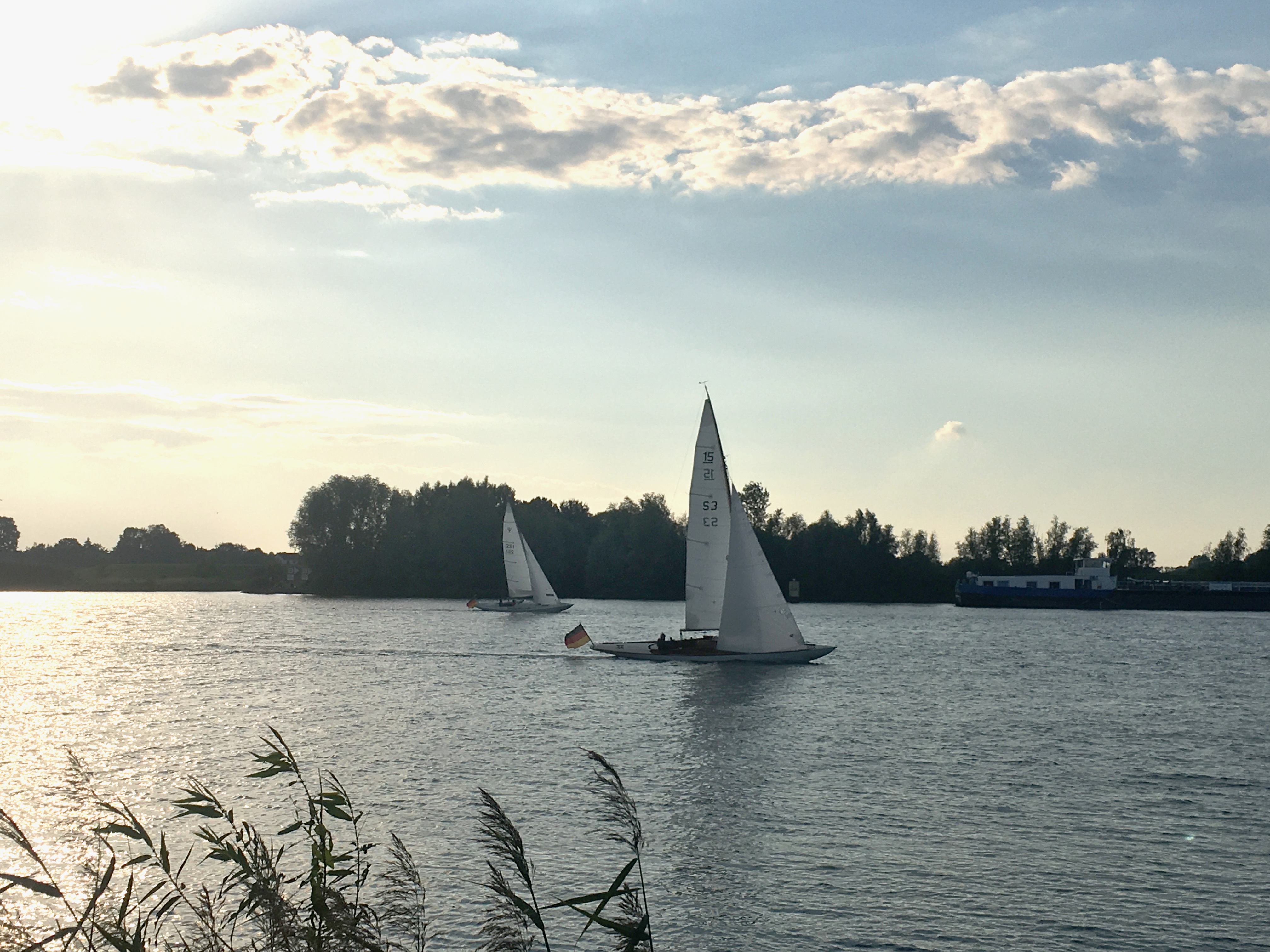
Ein 15er Schärenkreuzer und ein Neptunkryssare auf der Weser bei Bremen
Technische Zeichnung des Bootes.